# Elecciones municipales de Huancavelica de 1963
Las elecciones municipales de Huancavelica de 1963 se llevaron a cabo el 15 de diciembre de 1963 para elegir al alcalde y al Concejo Provincial de Huancavelica para el periodo 1964-1966. La elección se celebró simultáneamente con elecciones municipales en todo el país. Por primera vez en la historia del Perú, las autoridades locales fueron elegidas por voto universal alfabeto y directo.

## Sistema electoral
La Municipalidad Provincial de Huancavelica es el órgano administrativo y de gobierno de la provincia de Huancavelica. Está compuesta por el alcalde y el Concejo Provincial.
La votación del alcalde y el concejo se realiza en base al sufragio universal alfabeto, que comprende a todos los ciudadanos nacionales mayores de veintiún años, empadronados y residentes en la provincia de Huancavelica y en pleno goce de sus derechos políticos.
El Concejo Provincial de Huancavelica está compuesto por 14 concejales elegidos por sufragio directo para un período de tres (3) años, en forma conjunta con la elección del alcalde (quien lo preside). La votación es por lista cerrada y bloqueada. Se asigna a cada lista los escaños según el método d'Hondt.

## Partidos y candidatos
A continuación se muestra una lista de los principales partidos y alianzas electorales que participaron en las elecciones:
| Candidatura | Candidatura | Partidos y alianzas | Candidatos | Candidatos            | Ideología                                           | Ref. |
| ----------- | ----------- | --- | ---------- | --------------------- | --------------------------------------------------- | ---- |
|             | AP–DC       | Lista - Alianza Acción Popular - Democracia Cristiana (AP–DC) – Acción Popular (AP) – Partido Demócrata Cristiano (DC)                          |            | Rodolfo Alarco Merino | Liberalismo Humanismo Democracia cristiana          |      |
|             | APRA–UNO    | Lista - Coalición Partido Aprista Peruano - Unión Nacional Odriísta (APRA–UNO) – Partido Aprista Peruano (APRA) – Unión Nacional Odriísta (UNO) |            | Alfonso Cárdenas      | Aprismo Conservadurismo social Populismo de derecha |      |
|             | IND         | Lista - Lista Independiente Frente Independiente Electoral                                                                                      |            | Horacio Breña Flores  | Localismo huancavelicano                            |      |

## Resultados

### Sumario general
|                        |                                                                        |              |              |              |            |            |
| Partidos y coaliciones | Partidos y coaliciones                                                 | Voto popular | Voto popular | Voto popular | Concejales | Concejales |
| Partidos y coaliciones | Partidos y coaliciones                                                 | Votos        | %            | +/−          | Total      | +/−        |
|                        | Alianza Acción Popular - Democracia Cristiana (AP–DC)                  | 2,380        | 48.15        | n/a          | 7          | n/a        |
|                        | Coalición Partido Aprista Peruano - Unión Nacional Odriísta (APRA–UNO) | 1,849        | 37.41        | n/a          | 5          | n/a        |
|                        | Lista Independiente Frente Independiente Electoral                     | 714          | 14.44        | n/a          | 2          | n/a        |
|                        |                                                                        |              |              |              |            |            |
| Total                  | Total                                                                  | 4,943        |              |              | 14         | n/a        |
|                        |                                                                        |              |              |              |            |            |
| Votos válidos          | Votos válidos                                                          | 4,943        | 100.00       | n/a          |            |            |
| Votos en blanco        | Votos en blanco                                                        | 0            | 0.00         | n/a          |            |            |
| Votos nulos            | Votos nulos                                                            | 0            | 0.00         | n/a          |            |            |
| Votos emitidos         | Votos emitidos                                                         | 4,943        | 67.62        | n/a          |            |            |
| Abstenciones           | Abstenciones                                                           | 2,367        | 32.38        | n/a          |            |            |
| Votantes registrados   | Votantes registrados                                                   | 7,310        |              |              |            |            |
|                        |                                                                        |              |              |              |            |            |
| Fuente:                |                                                                        |              |              |              |            |            |

## Elecciones municipales distritales

### Resultados por distrito
La siguiente tabla enumera el control de los distritos de la provincia de Huancavelica.
| Distrito         | Alcalde(sa) electo(a)         | Partido político | Partido político   |
| ---------------- | ----------------------------- | ---------------- | ------------------ |
| Acobambilla      | Herculano Ignacio Sáenz       |                  | Alianza AP-DC      |
| Acoria           | Félix Raymundo Saravia        |                  | Alianza AP-DC      |
| Conayca          | Alejandro Cárdenas Vilcañaupa |                  | Alianza AP-DC      |
| Cuenca           | Alfonso de la Cruz Toscano    |                  | Alianza AP-DC      |
| Huachocolpa      | Maximiliano Requena Cuba      |                  | Coalición APRA-UNO |
| Huando           | Vicente Morales Rodríguez     |                  | Alianza AP-DC      |
| Huayllahuara     | Ezequiel Capcha Pérez         |                  | Alianza AP-DC      |
| Izcuchaca        | Luis Gálvez Huarocc           |                  | Alianza AP-DC      |
| Laria            | Alejandro Hilario Cuicapuisa  |                  | Alianza AP-DC      |
| Manta            | Salomón Soto Matos            |                  | Coalición APRA-UNO |
| Mariscal Cáceres | Víctor Pariachi Gómez         |                  | Coalición APRA-UNO |
| Moya             | Oswaldo Vila Matos            |                  | Alianza AP-DC      |
| Nuevo Occoro     | Miguel Asto García            |                  | Alianza AP-DC      |
| Palca            | José Diego Anccasi            |                  | Alianza AP-DC      |
| Pilchaca         | Dina Tambini Camac            |                  | Coalición APRA-UNO |
| Vilca            | Cosme Sáenz Egas              |                  | Alianza AP-DC      |
| Yauli            | Teófilo Velazco Cenzano       |                  | Coalición APRA-UNO |